# On the cultivation of the plants belonging to the natural order of Proteeae
On the cultivation of the plants belonging to the natural order of Proteeae (abreviado Cult. Prot.	) es una revista ilustrada con descripciones botánicas que fue editado por el botánico, Joseph Knight en el año 1809.